# Edith de Magalhães Fraenkel
Edith de Magalhães Fraenkel (8 de maio de 1889 — 5 de abril de 1969) foi uma enfermeira brasileira,  pioneira da saúde e enfermagem brasileiras; colaborou na luta contra a gripe espanhola.

## Vida
Edith de Magalhães Fraenkel era filha de Aldina de Magalhães e Karl Fraenkel (1854–1906). Karl Fraenkel nasceu em Frankfurt am Main como filho do médico Daniel Fraenkel e sua esposa Julia (née Rosenthal).Em 1914, a Cruz Vermelha Brasileira começou a treinar enfermeiros em cursos intensivos. Edith de Magalhães Fraenkel concluiu esse treinamento e depois trabalhou como voluntária na Cruz Vermelha. Em 1918, ela se dedicou à luta contra a "gripe espanhola", que afetou todo o país e matou 15.000 pessoas no Rio de Janeiro. A iniciativa de combater a "gripe espanhola" no Brasil foi liderada pelo médico Carlos Chagas (1879-1934). 
Em 1919, Fraenkel completou o treinamento adicional como enfermeira comunitária no tratamento da tuberculose. Posteriormente, foi nomeada por Carlos Chagas para o Departamento Nacional de Saúde Pública. Chagas era então diretor do departamento. Em uma viagem de estudo aos EUA, Chagas conheceu o treinamento de enfermeiras comunitárias nos EUA. Nos Estados Unidos, elas eram treinadas na tradição de Florence Nightingale . Chagas buscou desenvolver algo semelhante para o Brasil. Chagas conquistou a atenção da, Fundação Rockefeller. Em 1921, Edith de Magalhães Fraenkel, que na época era responsável pelo centro de prevenção de tuberculose do Departamento Nacional de Saúde Pública, recebeu uma bolsa para estudar enfermagem nos Estados Unidos. Em abril de 1922, ela se matriculou na Escola de Enfermagem da Filadélfia. Em 1925, ela foi a primeira enfermeira brasileira a concluir seus estudos. Ela voltou ao Brasil no mesmo ano e se tornou a primeira professora da "Escola de Enfermagem" do departamento. Mais tarde, essa escola foi chamada de "Escola de Enfermagem Anna Nery" e agora faz parte da Universidade Federal do Rio de Janeiro . 
Em 1927, Edith de Magalhães Fraenkel tornou-se a primeira presidente da Associação Brasileira de Enfermagem e desenvolveu seus regulamentos e portarias. De 1927 a 1939, Edith de Magalhães Fraenkel tornou-se enfermeira sênior de saúde no Departamento Nacional de Saúde Pública. Então, ela aceitou uma ligação para a "Escola de Enfermagem" da Universidade de São Paulo para montar essa escola de enfermagem com o apoio da Fundação Rockefeller.  A Fundação Rockefeller doou laboratórios e uma biblioteca. Ao mesmo tempo, a faculdade de medicina e seu instituto de higiene foram apoiados com know-how e laboratórios especializados. A Fundação Rockefeller novamente concedeu a Edith de Magalhães Fraenkel uma bolsa de estudos para os Estados Unidos e o Canadá. Fraenkel pôde estudar os currículos da Universidade Johns Hopkins, da Universidade de Boston e da Universidade de Toronto, no Canadá. Em 1954, o estabelecimento de cursos de enfermagem foi incluído no regulamento da escola. Em 1955, Edith de Magalhães Fraenkel se retirou para o Rio de Janeiro.

## Conselho Internacional de Enfermeiras
Em 1953, Edith de Magalhães Fraenkel iniciou e organizou o 10º Congresso de Enfermagem do "Conselho Internacional de Enfermeiros (ICN)" no Rio de Janeiro. O primeiro código de ética profissional do ICN em julho de 1953 foi desenvolvido na "Enfermagem de São Paulo". Edith de Magalhães Fraenkel contribuiu significativamente para isso como reitora desta escola. 

## Literatura
- Amália Corrêa de Carvalho: Edith de Magalhães Fraenkel, 1980.
- Ernesto de Souza Campos: História da Universidade de São Paulo. 2. Auflage Edusp São Paulo, 2004, S. 414. Digitalisat
- Leopoldo Acuña: Carlos Ribeiro Justiniano Chagas. In: Wolfgang U. Eckart, Christoph Gradmann (Org.): Ärztelexikon. Von der Antike bis zur Gegenwart. 3. Auflage. Springer, Heidelberg 2006, S. 86.
- Taka Oguisso, Lucia Yasuko Izumi Nichiata: Edith de Magalhães Fraenkel, 2. Auflage FAPESP, São Paulo 2012.
- Taka Oguisso, Genival Fernandes de Freitas, Magali Hirmo Takasi: Edith de Magalhães Fraenkel: o maior vulto da Enfermagem brasileira. In: Revista de Escola de Enfermagem da USP, Band 47, Nr. 5, São Paulo 2013 Digitalisat
- Taka Oguisso, Lucia Yasuko Izumi Nichiata: Edith de Magalhães Fraenkel. In: Hubert Kolling (Org.): Biographisches Lexikon zur Pflegegeschichte, Who was who in Nursing History?". Band 8 hpsmedia Hungen 2018, S. 65 f.